# Vallée de Bada
Pour les articles homonymes, voir Bada (homonymie).
La vallée de Bada accueille la rivière Lariang le long de la limite sud du parc national de Lore Lindu, dans la province de Sulawesi central, dans l'ile des Célèbes, en Indonésie. On y trouve des dizaines de mégalithes sculptés, parmi lesquels 14 grandes statues de pierre ainsi qu'un grand nombre de cuves de pierre.

## Géographie
Située 15 km au sud du parc national de Lore Lindu, la vallée de Bada et sa quinzaine de villages sont arrosés par la rivière Lariang. 

## Les statues

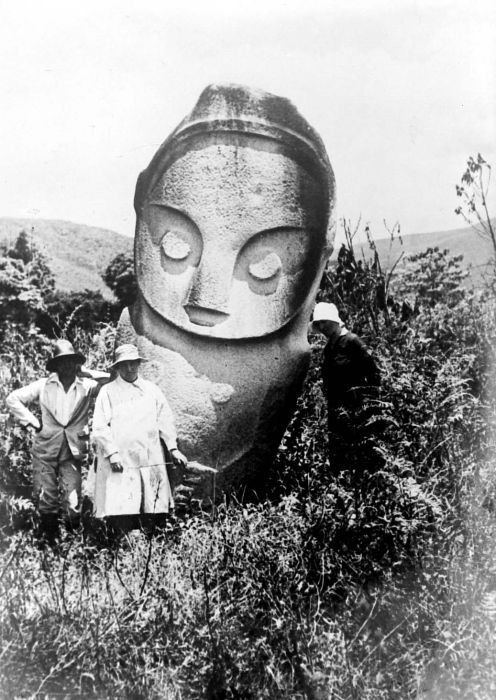
Deux dames hollandaises près d'une statue de la vallée de Bada dans les années 1930

### Historique
Découverts en 1908, les mégalithes de la vallée de Bada sont des statues éparpillées parmi les rizières. On ne sait à ce jour ni les dater ni les attribuer à une culture identifiée.

### Description
Ces statues mégalithiques sont de tailles et apparences différentes, certaines toujours debout, d’autres aujourd'hui couchées.
La statue la plus grande, appelée « Palindo » (l'Amuseur en indonésien), est un personnage masculin. Elle mesure 4,5 mètres de haut. Une autre statue (1,8 m), dénommée « Langke Bulawa » (Bracelet d'or), représente une femme à l'air triste. La statue appelée Oba (le petit singe), placée en plein milieu d’une rizière, pourrait être un singe ou un enfant.

### Alentours
Plus d’une douzaine d’autres statues se trouvent dans les vallées voisines de Besoa et de Napu.